# XAGE3
XAGE3 (англ. X antigen family member 3) – білок, який кодується однойменним геном, розташованим у людей на короткому плечі X-хромосоми. Довжина поліпептидного ланцюга білка становить 111 амінокислот, а молекулярна маса — 12 302.
| 10         |  | 20         |  | 30         |  | 40         |  | 50         |
| ---------- |  | ---------- |  | ---------- |  | ---------- |  | ---------- |
| MIWRGRSTYR |  | PRPRRSVPPP |  | ELIGPMLEPG |  | DEEPQQEEPP |  | TESRDPAPGQ |
| EREEDQGAAE |  | TQVPDLEADL |  | QELSQSKTGG |  | ECGNGPDDQG |  | KILPKSEQFK |
| MPEGGDRQPQ |  | V          |  |            |  |            |  |            |

A: Аланін

C: Цистеїн

D: Аспарагінова кислота

E: Глутамінова кислота

F: Фенілаланін

G: Гліцин

I: Ізолейцин

K: Лізин

L: Лейцин

M: Метіонін

N: Аспарагін

P: Пролін

Q: Глутамін

R: Аргінін

S: Серин

T: Треонін

V: Валін

W: Триптофан